# Heinrich Leibnitz

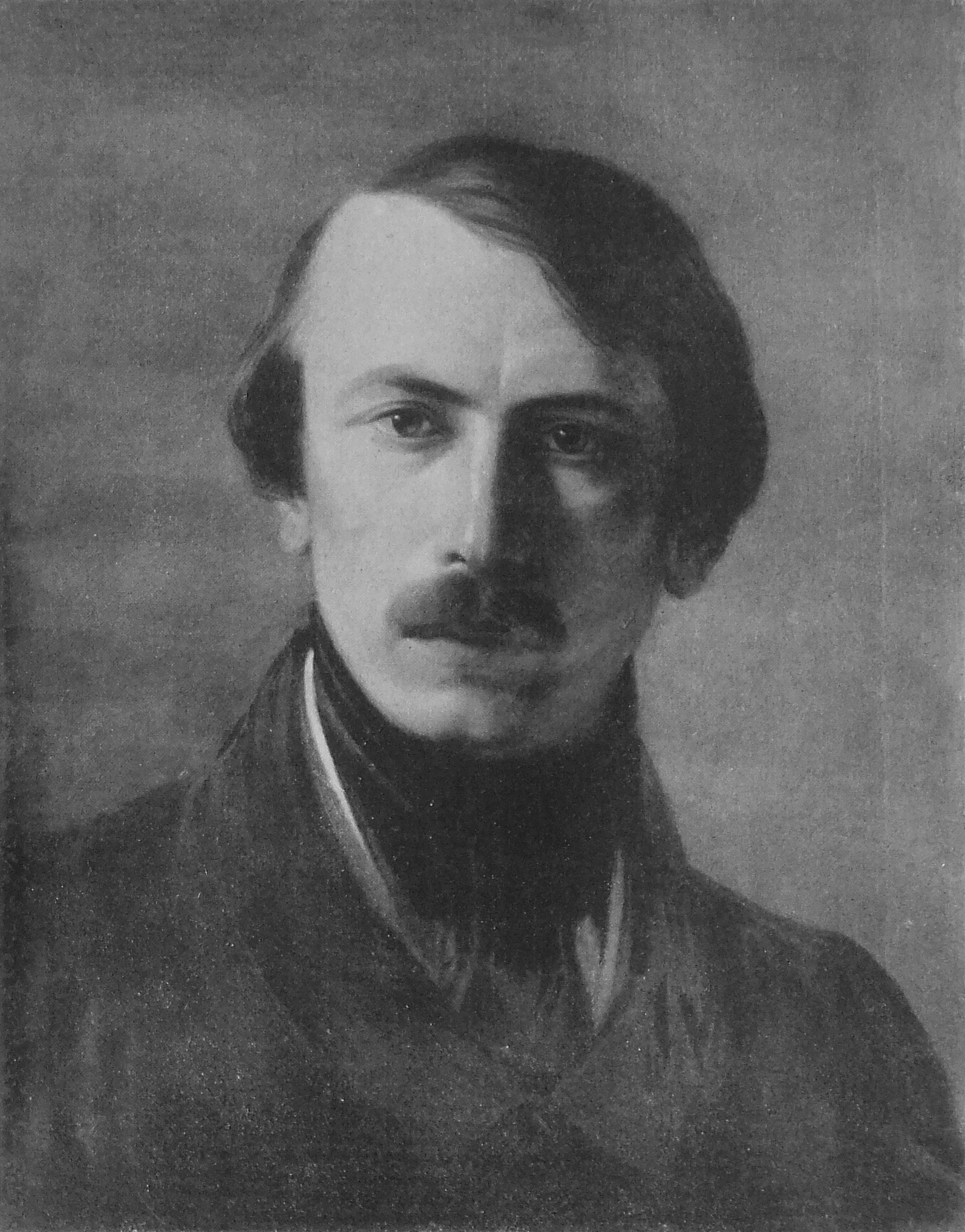
Selbstbildnis (1841)

Carl Johann Heinrich Leibnitz (* 12. Oktober 1811 in Stuttgart; † 5. Januar 1889 in Tübingen) war ein württembergischer Zeichner und Maler. Er war Universitätszeichenlehrer sowie später Professor für Kunstgeschichte an der Universität Tübingen.

## Leben und Werk

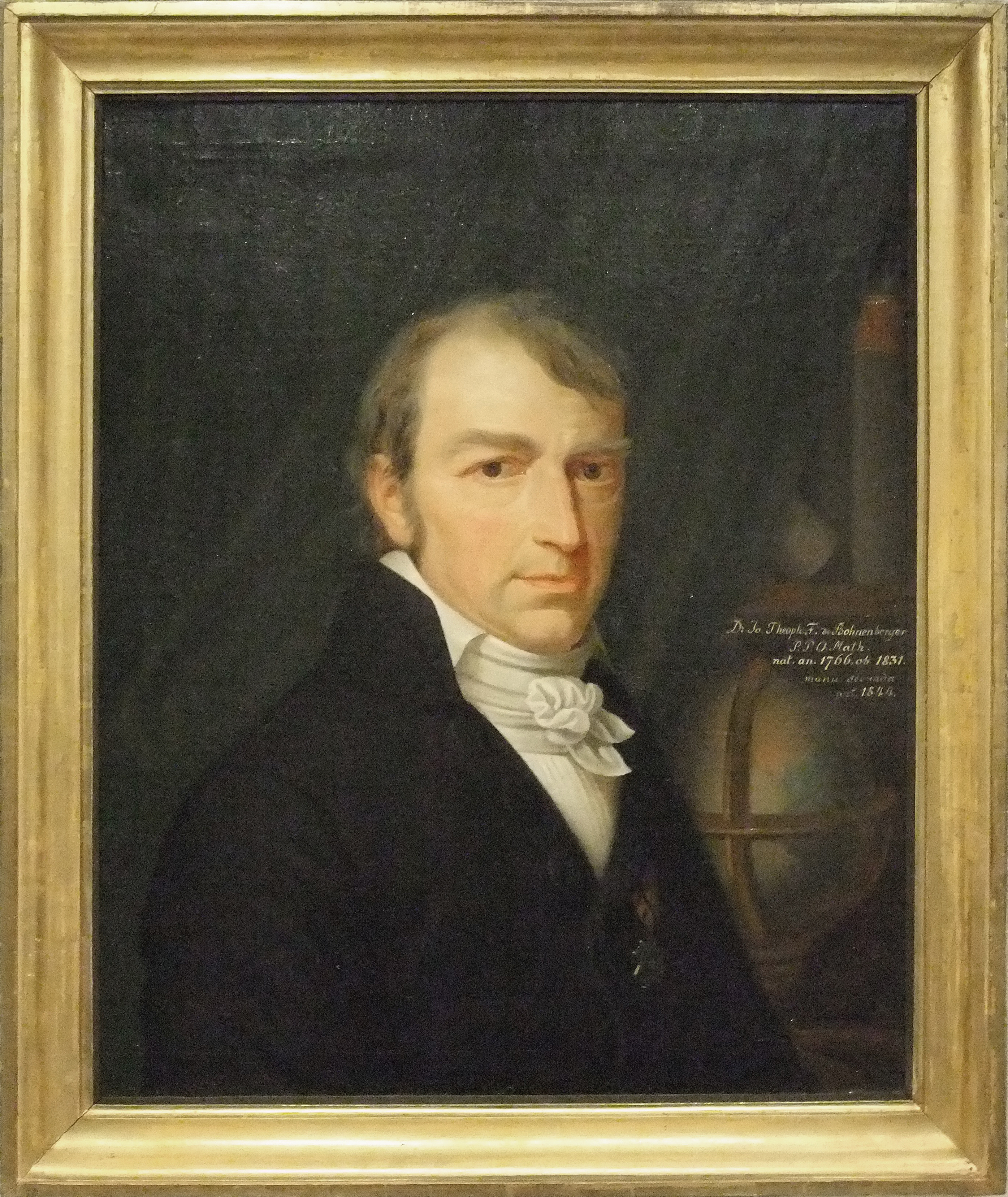
Heinrich Leibnitz: Johann Gottlieb Bohnenberger (Öl auf Leinwand, 1844)

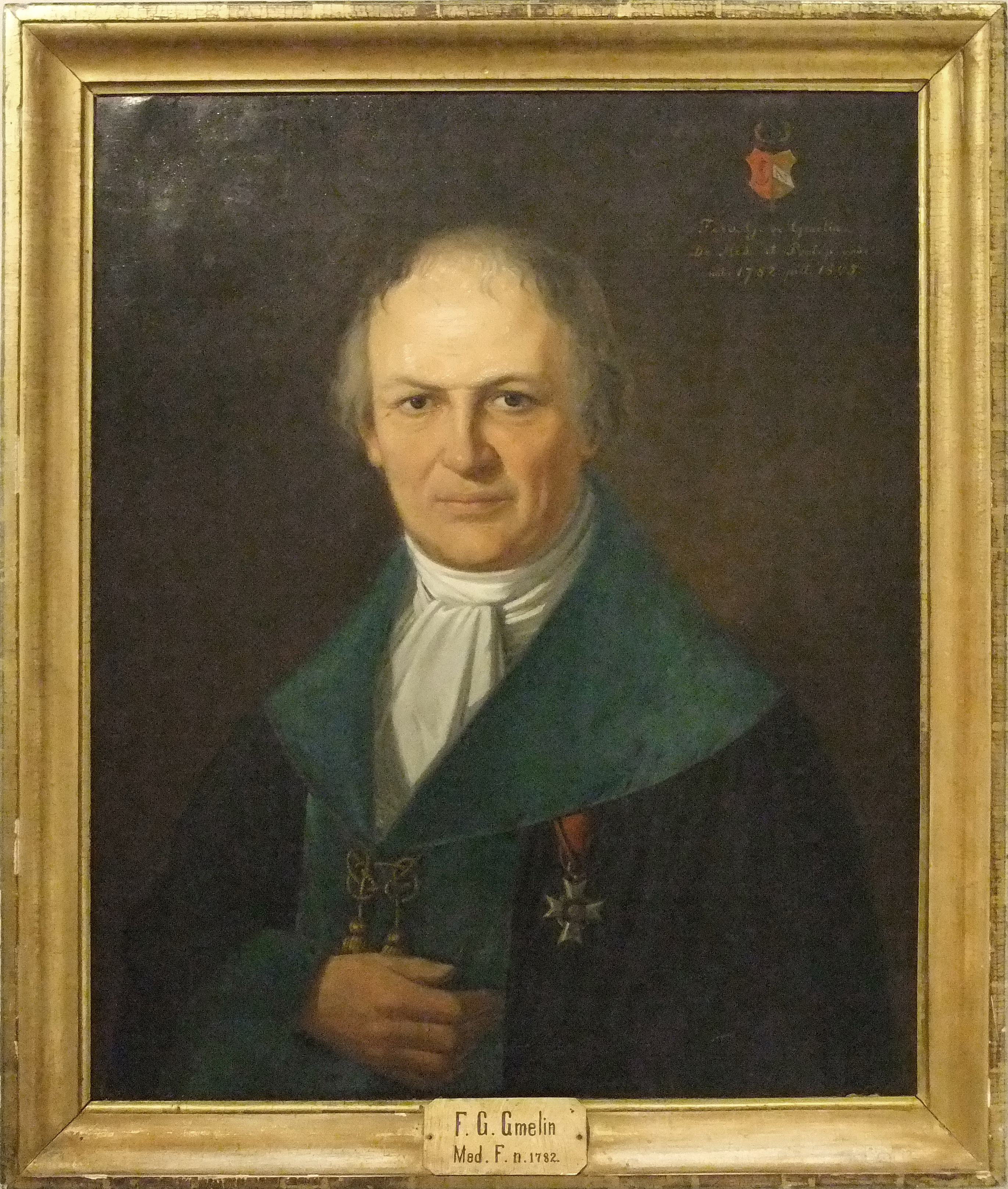
Heinrich Leibnitz: Ferdinand Gottlieb Gmelin (Öl auf Leinwand, 1845)

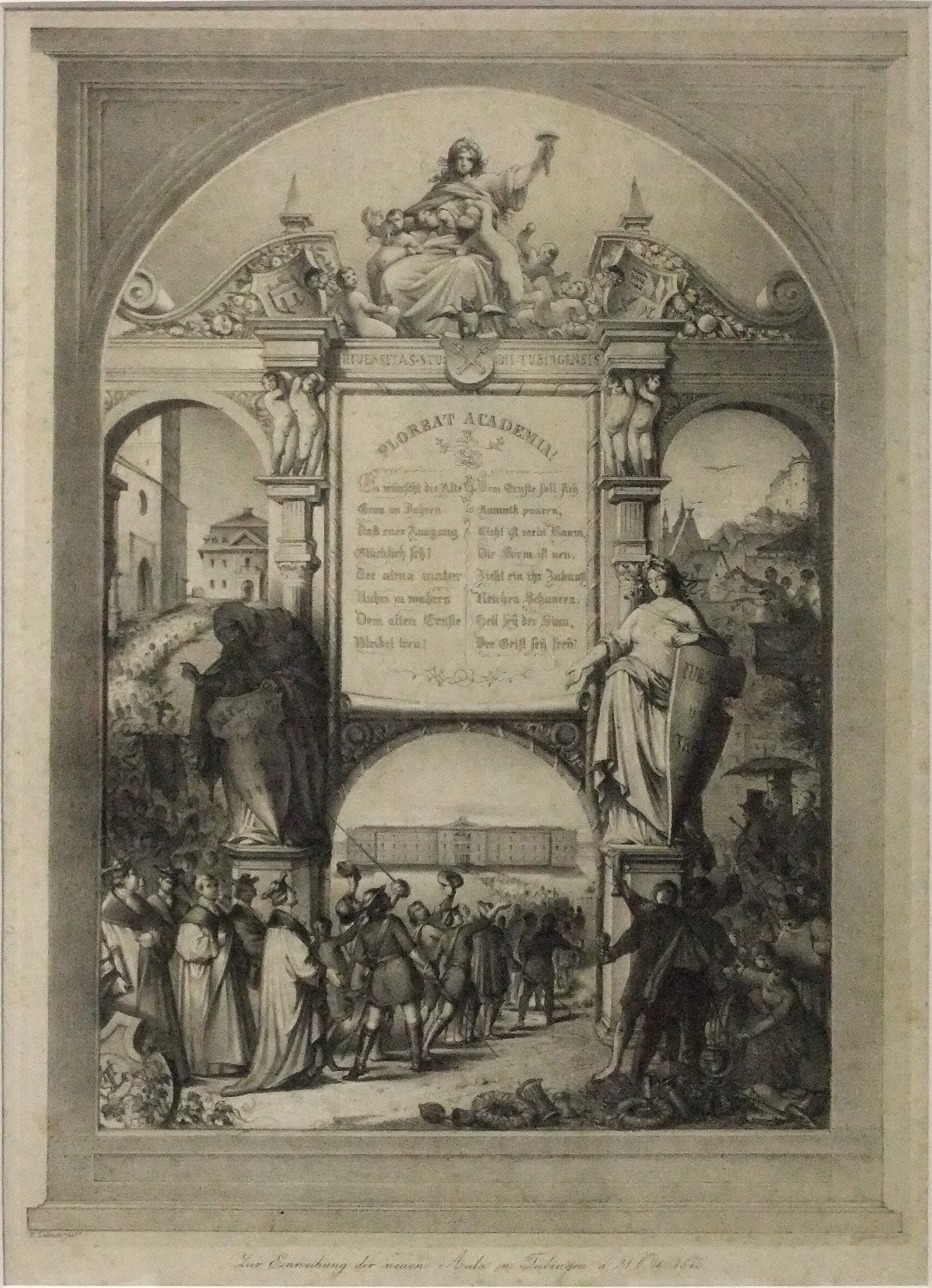
H. Leibnitz: Zur Einweihung der Neuen Aula in Tübingen am 31. Oktober 1845 (Lithographie)

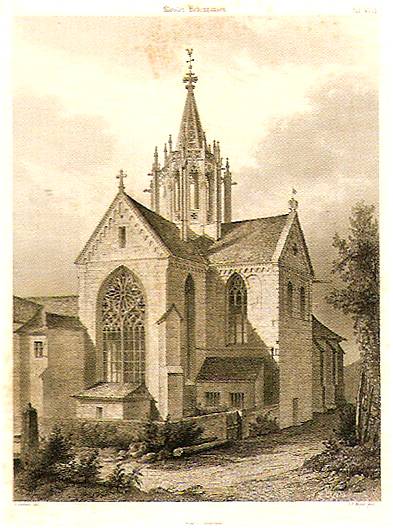
Kloster Bebenhausen, Klosterkirche (Abbildung aus Die Kunst des Mittelalters in Schwaben, 6. Lieferung, Stuttgart 1858, Tafel XVIII)

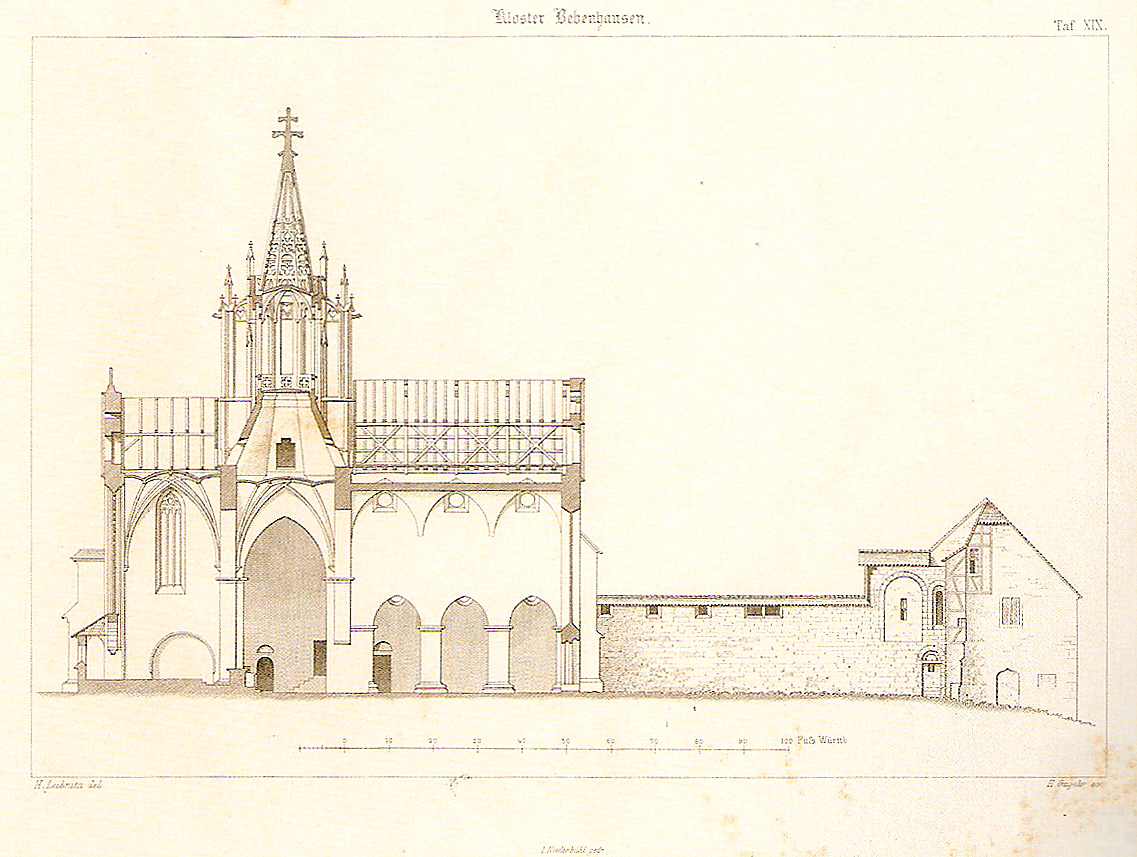
Kloster Bebenhausen (Tafel XIX mit einer Illustration von Heinrich Leibnitz aus dem Buch Die Kunst des Mittelalters in Schwaben, 1858)

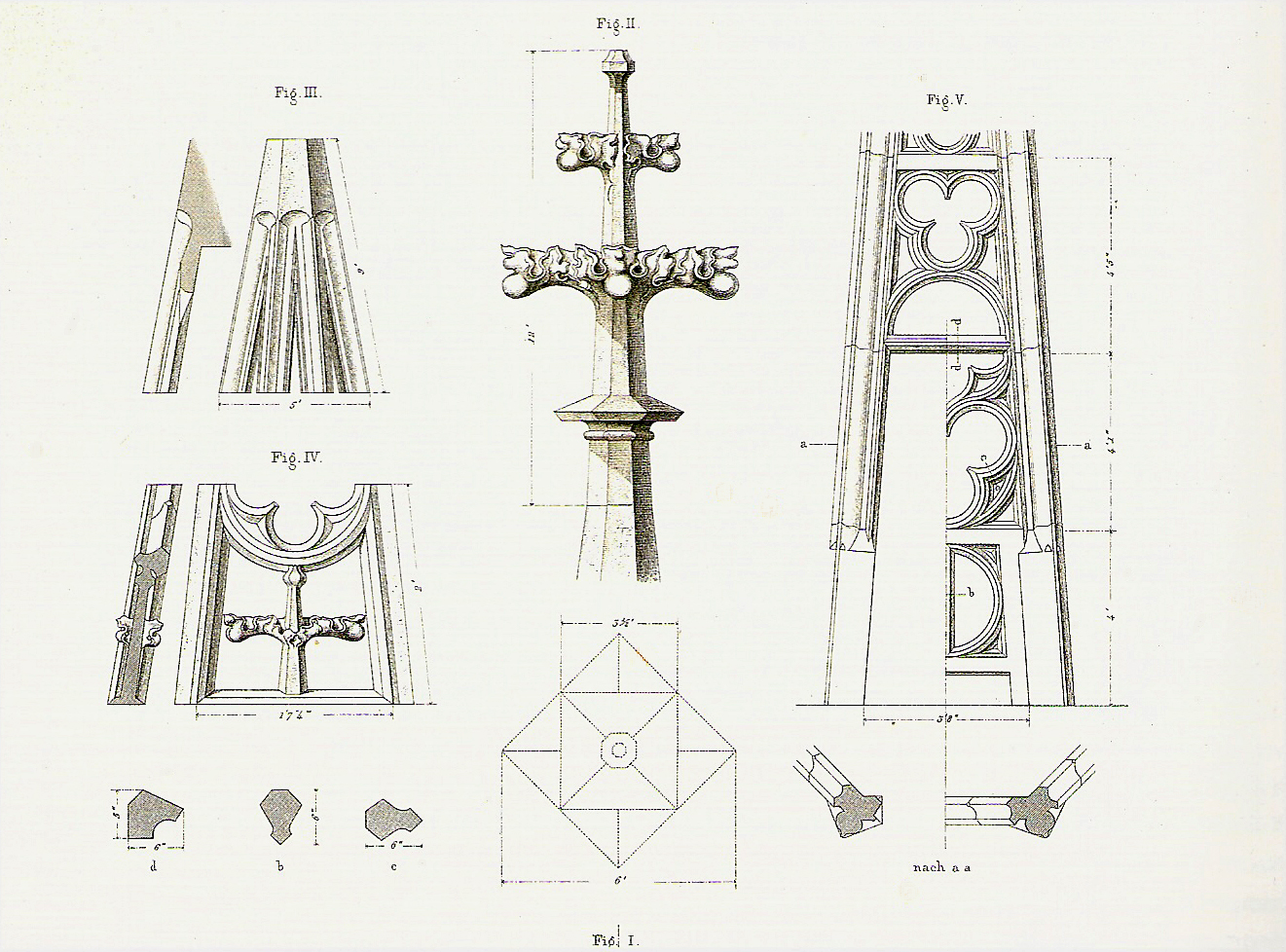
Architektonische Details des Klosters Bebenhausen (Illustration von Heinrich Leibnitz aus dem Buch Die Kunst des Mittelalters in Schwaben, 1858)

### Jugend
Heinrich Leibnitz war der Sohn des Stuttgarter Chordirektors und Theaterschauspielers Carl Leibnitz und dessen Ehefrau Christine, geb. Nicola. Er genoss künstlerische Erziehung offenbar seit seiner Kindheit – bei wem, ist nicht überliefert. Aus der frühesten Zeit erhalten sind z. B. – noch etwas unbeholfene – Porträts seiner Eltern, die er mit siebzehn Jahren malte. Ab dem 21. November 1828 war er an der Akademie der Bildenden Künste München immatrikuliert, wo er den fast gleichaltrigen Anton Duttenhofer kennen lernte. Ab 1834 setzte er das Studium in Paris fort. Dabei befasste er sich sowohl mit der Malereipraxis, als auch mit der Kunstwissenschaft. In den Jahren 1837 bis 1840 weilte Leibnitz in Italien, wo er Werke alter Meister, vor allem die von Raffael studierte. Er hatte wohl Kontakt zu den Nazarenern, da von ihm auch religiöse Arbeiten bekannt sind, die im Stil an die romantisch-religiösen Gemälde Friedrich Overbecks und seiner Genossen erinnern. 1840 kehrte Leibnitz zunächst nach Stuttgart zurück.
Nach dem Tod von Christoph Friedrich Dörr bewarb sich Leibnitz erfolgreich am 12. April 1841 um die Stelle des Universitätszeichenlehrers in Tübingen als dessen Nachfolger. In den ersten Jahren dieser Tätigkeit stand ihm Ludwig August Helvig als zweiter Zeichenlehrer zur Seite. Zu seinen Aufgaben gehörte das Unterrichten im Zeichnen und Malen derjenigen Studenten, die dies zum Illustrieren ihrer Forschungen brauchten. Neben dieser Tätigkeit malte er in den ersten Jahren Porträts und fertigte eine Reihe von Landschaftszeichnungen an. Zu Beginn seiner Tätigkeit in Tübingen entstand ein „wunderschönes Selbstporträt voll Leben und malerischem Empfinden“. Seine außerordentlich gepflegte Haltung und seine Lockerheit in der Pinselführung war innerhalb der württembergischen Kunst neuartig. Von Leibnitz stammen vier Porträts Tübinger Professoren aus den 1840er Jahren.

### Universitätszeichenlehrer
Leibnitz übernahm in seinem Zeichenunterricht das Aufgabenfeld von Dörr, und er führte es bis 1844 in gleicher Weise fort. Dann bemühte er sich, den Unterricht aufzuwerten und die Stellung des Zeicheninstituts zu verbessern. Er fing an, zunächst den Zeichenunterricht umzugestalten: er sollte weniger kunstpraktisch sein und mehr zu einer künstlerisch-gestalterischen Unterweisung werden. Leibnitz’ Ziel war es, neben den handwerklichen Fertigkeiten auch die Wahrnehmung der Studierenden zu schulen. 1847 begann er zudem Vorlesungen zu kunstgeschichtlichen Themen zu halten. Er behandelte auch vertiefend baugeschichtliche Themen. 1848 bemühte er sich, seine Stellung zu verbessern und Privatdozent zu werden. Seinem diesbezüglichen Antrag wurde stattgegeben unter der Voraussetzung, dass er zunächst eine theoretische Abhandlung verfassen müsse. Bereits am 22. August 1848 reichte er seine Dissertation ein, die bereits ein Jahr später in leicht veränderter Form verlegt wurde.
In den darauffolgenden Jahren malte er nicht mehr. Der Kunsthistoriker Werner Fleischhauer behauptet, Leibnitz habe sich in Tübingen in den „kleinen Verhältnissen“ unglücklich gefühlt; er gab bald das Porträtieren auf und widmete sich ganz dem Unterricht und theoretischer Kunstbetrachtung. Bis 1858 verfasste Leibnitz mehrere kunsthistorische Studien, die er gegebenenfalls selbst illustrierte. Seit dem Wintersemester 1855 gab er auch keine Vorlesungen mehr – die Gründe sind nicht bekannt –, dafür bemühte er sich 1861, die Leitung des Zeicheninstituts zu übernehmen und es unter die Obhut der philosophischen Fakultät zu stellen, was ihm auch gelang. Durch seine Veröffentlichungen und die Erweiterung des Unterrichts sowie seine bessere Stellung erlangte er Aufmerksamkeit an anderen deutschen Universitäten. Er wurde im selben Jahr von der Universität Kiel als Zeichenlehrer und außerordentlicher Professor berufen. Dem Ruf folgte er jedoch nicht, weil auch die Universität Tübingen ihm den Titel des außerordentlichen Professors für Kunstgeschichte verlieh. Die Stelle des Zeichenlehrers hatte er bis zu seiner Pensionierung inne, die auf eigenen Wunsch ab dem Wintersemester 1879 erfolgte. Leibnitz lebte auch danach bis zu seinem Lebensende in Tübingen, wo er im Alter von 77 Jahren starb.
Das künstlerische Werk Heinrich Leibnitz’ ist eher klein, aber vielseitig: er malte Genrebilder, Landschaften, religiöse Gemälde sowie Porträts, fertigte Kreidezeichnungen und Lithographien an. Die meisten seiner Werke sind unter Privatbesitzern zerstreut, und deshalb ist eine vollständige stilistische Einschätzung seines Œuvres nicht möglich. Man kann davon ausgehen, dass er darin verschiedene Stilrichtungen vereinte. Die religiösen Gemälde etwa sind der Romantik zuzuordnen, während die Arbeiten aus der Zeit in Paris klassizistisch geprägt sind.

## Kritik
Leibnitz’ frühe Arbeiten – sowohl die Porträts, als auch die Landschaftszeichnungen – dokumentieren seinen Sinn für Klarheit im Bildgefüge. Er ist so fortgeschritten wie Karl Kurtz (1817–1887) und Karl Müller (1813–1881), er geht sogar über deren zeichnerischen Stil hinaus zu einem koloristischen Malen, ohne sich jedoch dem „blendenden Farbenspiel“ der belgischen Malerschule hinzugeben, unter deren Einwirkung damals ganz Europa stand. In diesen ganz malerischen Bildern bleibt er vom Stil der französischen klassischen Kunst beherrscht. So zeichnen sich seine früheren Bildnisse (aus der Zeit, bevor er Universitätszeichenlehrer wurde) durch eine „schöne, weiche Formgebung“ aus. Seine späteren Professorenbildnisse haben diese Reize meist verloren. Doch ist auch noch immer unter der steif gewordenen Haltung die klassische Schulung zu spüren, und auch vom Gesichtsausdruck geht noch eine gewisse Kraft aus.

## Bekannte Werke (Auswahl)

### Bildnisse
- 1841 Selbstbildnis (Öl auf Leinwand 44 × 35 cm)

Bildnisse in der Tübinger Professorengalerie
- 1844 Johann Gottlieb Friedrich von Bohnenberger (1765–1831) (Öl auf Leinwand 72,5 × 59,5 cm)
- 1844 Theophil Christian Storr (1746–1805) (Öl auf Leinwand 72,5 × 59,5 cm)
- 1844 Karl Georg Wächter (1797–1880) (Öl auf Leinwand 73 × 59,5 cm)
- 1845 Ferdinand Gottlieb Gmelin (1782–1848) (Öl auf Leinwand 73 × 59,5 cm)

### Sonstiges
- 1845 Zur Einweihung der Neuen Aula in Tübingen am 31. Oktober 1845 (Lithographie gedruckt von Gottfried Küstner, 53,5 × 42 cm; Stadtmuseum Tübingen)

### Kunsthistorische Schriften
- 1849 Das struktive Element der Architektur und sein Verhältnis zur Kunstform. Ein Beitrag zur vergleichenden Geschichte der Baukunst [überarbeitete Doktorarbeit], Ludw. Friedr. Fues : Tübingen
- 1855 Die Organisation der Gewölbe im christlichen Kirchenbau. Eine kunstgeschichtliche Studie, Weigel : Leipzig
- 1856 Die römischen Bäder bei Badenweiler im Schwarzwald: nach der Natur aufgenommen und im Sommer 1855 und mit Rücksicht auf frühere Editionen erläutert, Weigel : Leipzig (mit Lithographien)
- 1858 Die Cistercienser-Abtei Bebenhausen im Schönbuch, In: Die Kunst des Mittelalters in Schwaben, Ebner & Seubert : Stuttgart (Format 25 × 32,5 cm; mit Lithographien)
- 1858 Mittelalterliche Baudenkmale aus Schwaben. Die Cistercienser-Abtei Bebenhausen im Schönbuch. Supplement zu dem Werke Die Kunst des Mittelalters in Schwaben, Ebner & Seubert : Stuttgart (Format 33 × 55,5 cm; mit Lithographien)